# Aproximante lateral palatal
A aproximante lateral palatal é um tipo de som consonantal usado em algumas línguas faladas. O símbolo no Alfabeto Fonético Internacional que representa este som é ⟨ʎ⟩, uma letra minúscula girada ⟨y⟩, e o símbolo X-SAMPA equivalente é L.
Não deve ser confundida com λ, a letra grega lambda, não utilizada pelo Alfabeto Fonético Internacional.
Muitas línguas que antes se pensava ter um aproximante lateral palatal, na verdade, têm um aproximante lateral que é, amplamente, alvéolo-palatal; ou seja, é articulada em um local entre a crista alveolar e o palato duro (excluído), e pode ser descrita de várias maneiras como alvéolo-palatal, lamino-pós-alveolar ou pós-alvéolo-pré-palatino. Nenhum dos 13 idiomas investigados por Recasens (2013), muitos deles romances, tem na opinião dele, uma palatal 'verdadeira'.
Algumas línguas, como o português e o catalão, têm uma aproximação lateral que varia entre alveolar e alvéolo-palatal.
Não há nenhum símbolo dedicado no Alfabeto Fonético Internacional que represente a aproximante lateral alvéolo-palatal. Se a precisão for desejada, ela pode ser transcrita ⟨l̠ʲ⟩ ou ⟨ʎ̟⟩; eles são essencialmente equivalentes porque o contato inclui a lâmina e o corpo (mas não a ponta) da língua. Há também uma letra ⟨ȴ⟩ não AFI ("l", mais a curva encontrada nos símbolos das fricativas sibilantes alvéolo-palatais ⟨ɕ, ʑ⟩), usada especialmente em círculos Sinológicos.
A aproximante lateral palatal sonora contrasta fonemicamente com sua contraparte muda /ʎ̥/ na língua Xumi falada na China.

## Características
- Sua forma de articulação é aproximada, o que significa que é produzida pelo estreitamento do trato vocal no local da articulação, mas não o suficiente para produzir uma corrente de ar turbulenta.
- Seu local de articulação é palatino, o que significa que é articulado com a parte média ou posterior da língua elevada ao palato duro.
- Sua fonação é sonora, o que significa que as cordas vocais vibram durante a articulação.
- É uma consoante oral, o que significa que o ar só pode escapar pela boca.
- É uma consoante lateral, o que significa que é produzida direcionando o fluxo de ar para os lados da língua, em vez de para o meio.
- O mecanismo da corrente de ar é pulmonar, o que significa que é articulado empurrando o ar apenas com os pulmões e o diafragma, como na maioria dos sons.

## Ocorrência
| Língua           | Língua                          | Palavra             | AFI         | Significado             | Notas |
| ---------------- | ------------------------------- | ------------------- | ----------- | ----------------------- | --- |
| Aragonês         | Aragonês                        | agulla              | [a̠ˈɣuʎa̠]    | Agulha                  | |
| Arromeno         | Arromeno                        | ljepuri             | [ˈʎe̞puri]   | Coelho                  | |
| Asturo-Leonês    | Asturiano                       | llingua             | [ˈʎĩŋɡwa̝]   | Língua                  | Onde /ʎ/ é ausente por causa de um ''mergidor'' como yeísmo, ele é mudado para outro som dependendo do dialeto e escrito ⟨ḷḷ⟩.                                                |
| Asturo-Leonês    | Leonês                          | llingua             | [ˈʎĩŋɡwa̝]   | Língua                  | Onde /ʎ/ é ausente por causa de um ''mergidor'' como yeísmo, ele é mudado para outro som dependendo do dialeto e escrito ⟨ḷḷ⟩.                                                |
| Asturo-Leonês    | Mirandês                        | lhéngua             | [ˈʎɛ̃ɡwɐ]    | Língua                  | Onde /ʎ/ é ausente por causa de um ''mergidor'' como yeísmo, ele é mudado para outro som dependendo do dialeto e escrito ⟨ḷḷ⟩.                                                |
| Aimará           | Aimará                          | llaki               | [ʎaki]      | Triste                  | |
| Basco            | Basco                           | bonbilla            | [bo̞mbiʎa̠]   | Lampada                 | |
| Bretão           | Bretão                          | familh              | [fa̠miʎ]     | Família                 | |
| Búlgaro          | Búlgaro                         | любов               | [l̠ʲubof]    | Amor                    | Alveolo-palatal. |
| Catalão          | Padrão                          | ull                 | [ˈuʎ̟]       | Olho                    | Alveolo-palatal. |
| Catalão          | Faixa de Aragão                 | clau                | [ˈkʎ̟a̠w]     | Chave                   | Alofone de /l/ em grupos de consoantes. |
| Inglês           | Condado de Donegal              | million             | [ˈmɪʎən]    | Milhão                  | Alofone da sequence /lj/. |
| Inglês           | Americano geral                 | million             | [ˈmɪʎən]    | Milhão                  | Um frequente alofone da sequência /lj/; às vezes realizado como [jj]. |
| Enindhilyagwa    | Enindhilyagwa                   | angalya             | [aŋal̠ʲa]    | Lugar                   | Laminal pós-alveolar |
| Feroês           | Feroês                          | telgja              | [ˈtʰɛʎt͡ʃa]  | Esculpir                | Alofone de /l/ antes de consoantes palatais. Às vezes surdos [ʎ̥]. |
| Franco-Provençal | Franco-Provençal                | balyi               | [baʎi]      | Dar                     | |
| Francês          | Alguns dialetos                 | papillon            | [papiʎɒ̃]    | Borboleta               | Corresponde a /j/ em francês moderno. |
| Galego           | Padrão                          | illado              | [iˈʎa̠ðo̝]    | Insulado                | Muitos galegos são atualmente yeístas por causa da influência do Espanhol. |
| Grego            | Grego                           | ήλιος               | [ˈiʎos]ⓘ    | Sol                     | Pós-alveolar. |
| Húngaro          | Dialetos do norte               | lyuk                | [ʎuk]       | Buraco                  | Alveolo-palatal. Húngaro moderno padrão foi submetido a um processo igual yeísmo do espanhol transformando /ʎ/ em /j/.                                                        |
| Irlandês         | Irlandês                        | duille              | [ˈd̪ˠɪl̠ʲə]   | Folha                   | Alveolo-palatal. Alguns dialetos contrastam com alveolar palatalizado /lʲ/.                                                                                                   |
| Italiano         | Italiano                        | figlio              | [ˈfiʎːo]ⓘ   | Filho                   | Alveolo-palatal. Realizado como fricativo em alguns dialetos. |
| Ivilyuat         | Ivilyuat                        | Ivil̃uɂat            | [ʔivɪʎʊʔat] | Os falantes de Ivilyuat | |
| Mapudungun       | Mapudungun                      | aylla               | [ˈɐjʎɜ]     | Nove                    | |
| Norueguês        | Dialetos do norte e do centro   | alle                | [ɑʎːe]      | Tudo                    | |
| Occitano         | Padrão                          | miralhar            | [miɾa̠ˈʎa̠]   | Refletir                | |
| Paiwan           | Padrão                          | veljevelj           | [vəʎəvəɬ]   | Banana                  | |
| Português        | Padrão                          | ralho               | [ˈʁaʎu]     | Ralho                   | Alveolo-palatal no português europeu. Pode ser no lugar [lʲ], [l] (nordeste) ou [j] (caipira), especialmente antes de vogais não-arredondada.                                 |
| Português        | Muitos dialetos                 | sandália            | [sɐ̃ˈda̠l̠ʲɐ]  | Sandália                | Possível realização de pós-estressado /li/ com uma vogal. |
| Quíchua          | Quíchua                         | qallu               | [qaʎʊ]      | Língua                  | |
| Romeno           | Dialetos da Transilvânia        | lingură             | [ˈʎunɡurə]  | Colher                  | Corresponde a [l] em romeno padrão. |
| Gaélico-escocês  | Gaélico-escocês                 | till                | [tʲʰiːʎ]    | Retornar                | Alveolo-palatal. |
| Servo-Croata     | Servo-Croata                    | љуљaшка / ljuljaška | [ʎ̟ǔʎ̟äːʂkä]  | Balanço                 | Palato-alveolar. |
| Sissano          | Sissano                         | piyl                | [piʎ]       | Peixe                   | |
| Eslovaco         | Eslovaco                        | ľúbiť               | [ˈʎu̞ːbi̞c̟]ⓘ  | Amar                    | Se transforma em /l/ em dialetos do ocidente. |
| Espanhol         | Andino                          | caballo             | [ka̠ˈβa̠ʎö]   | Cavalo                  | Encontrado em falantes tradicionais na ibéria. Também encontrado em países andino e no Paraguai. Para a maioria dos falantes, esse som é juntado com /ʝ/, um fenômeno yeísmo. |
| Espanhol         | Castelhano                      | caballo             | [ka̠ˈβa̠ʎö]   | Cavalo                  | Encontrado em falantes tradicionais na ibéria. Também encontrado em países andino e no Paraguai. Para a maioria dos falantes, esse som é juntado com /ʝ/, um fenômeno yeísmo. |
| Espanhol         | Chavacano                       | caballo             | [ka̠ˈβa̠ʎö]   | Cavalo                  | Encontrado em falantes tradicionais na ibéria. Também encontrado em países andino e no Paraguai. Para a maioria dos falantes, esse som é juntado com /ʝ/, um fenômeno yeísmo. |
| Espanhol         | Áreas centrais de Estremadura   | caballo             | [ka̠ˈβa̠ʎö]   | Cavalo                  | Encontrado em falantes tradicionais na ibéria. Também encontrado em países andino e no Paraguai. Para a maioria dos falantes, esse som é juntado com /ʝ/, um fenômeno yeísmo. |
| Espanhol         | Manchego oriental e do sudoeste | caballo             | [ka̠ˈβa̠ʎö]   | Cavalo                  | Encontrado em falantes tradicionais na ibéria. Também encontrado em países andino e no Paraguai. Para a maioria dos falantes, esse som é juntado com /ʝ/, um fenômeno yeísmo. |
| Espanhol         | Murciano                        | caballo             | [ka̠ˈβa̠ʎö]   | Cavalo                  | Encontrado em falantes tradicionais na ibéria. Também encontrado em países andino e no Paraguai. Para a maioria dos falantes, esse som é juntado com /ʝ/, um fenômeno yeísmo. |
| Espanhol         | Paraguaio                       | caballo             | [ka̠ˈβa̠ʎö]   | Cavalo                  | Encontrado em falantes tradicionais na ibéria. Também encontrado em países andino e no Paraguai. Para a maioria dos falantes, esse som é juntado com /ʝ/, um fenômeno yeísmo. |
| Espanhol         | Espanhol filipino               | caballo             | [ka̠ˈβa̠ʎö]   | Cavalo                  | Encontrado em falantes tradicionais na ibéria. Também encontrado em países andino e no Paraguai. Para a maioria dos falantes, esse som é juntado com /ʝ/, um fenômeno yeísmo. |
| Espanhol         | Pouquíssimas áreas na Andalúcia | caballo             | [ka̠ˈβa̠ʎö]   | Cavalo                  | Encontrado em falantes tradicionais na ibéria. Também encontrado em países andino e no Paraguai. Para a maioria dos falantes, esse som é juntado com /ʝ/, um fenômeno yeísmo. |
| Xumi             | Inferior                        | [Rʎ̟o]               | [Rʎ̟o]       | Cervo almiscarado       | Alveolo-palatal; contrasta com a versão surda /ʎ̥/. |
| Xumi             | Superior                        | [Hʎ̟ɛ]               | [Hʎ̟ɛ]       | Correto                 | Alveolo-palatal; contrasta com a versão surda /ʎ̥/. |